# Cannon (månekrater)
Cannon er et nedslagskrater på Månen. Det befinder sig på Månens forside, nær den øst-nordøstlige rand og er opkaldt efter den amerikanske astronom Annie J. Cannon (1863 – 1941).
Navnet blev officielt tildelt af den Internationale Astronomiske Union (IAU) i 1964.

## Omgivelser
Cannonkrateret ligger lige nordvest for Mare Marginis og syd-sydøst for Plutarchkrateret. Længere mod øst-nordøst ligger Hubblekrateret.

## Karakteristika
Dette er et nedslidt og eroderet krater, hvis indre bund senere er dækket af lava. Et lille krater ligger over den nordlige rand, hvilket danner et hak i dets side. Ligeledes ligger der små kratere over randen i nordøst og langs den sydlige kant. Kraterbunden er jævn og næsten uden særlige træk, men med nogle få småkrateret spredt over overfladen. Bunden har samme albedo som det omgivende terræn.

## Satellitkratere
De kratere, som kaldes satellitter, er små kratere beliggende i eller nær hovedkrateret. Deres dannelse er sædvanligvis sket uafhængigt af dette, men de får samme navn som hovedkrateret med tilføjelse af et stort bogstav. På kort over Månen er det en konvention at identificere dem ved at placere dette bogstav på den side af satellitkraterets midte, som ligger nærmest hovedkrateret. Cannonkrateret har følgende satellitkratere:
| Cannon | Længde  | Bredde  | Diameter |
| ------ | ------- | ------- | -------- |
| B      | 17,5° N | 80,° Ø  | 31 km    |
| E      | 19,2° N | 79,1° Ø | 22 km    |

## Måneatlas
- Billeder af Cannonkrateret i LPI-måneatlasset